# Ao-nyōbō (yōkai)

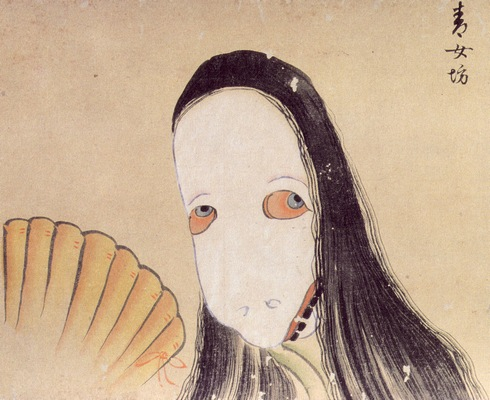
Ao-nyōbō w Hyakki Yagyō Emaki

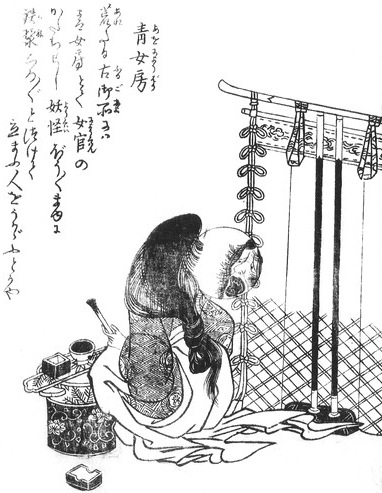
Ao-nyōbō w Konjaku-gazu-zoku-hyakki autorstwa Sekiena Toriyamy

Ao-nyōbō (jap. 青女房 blada żona) - japoński duch (yōkai) opisany w Konjaku-gazu-zoku-hyakki z okresu Edo autorstwa Sekiena Toriyamy oraz w Hyakki Yagyō Emaki z okresu Muromachi. Znana także pod nazwą ao-onna (jap. 青女 blada kobieta).

## Znaczenie słowaao
Przymiotnik aoi ma w języku japońskim znaczenie koloru zarówno zielonego, jak i niebieskiego (pośredniego pomiędzy zielenią a niebieskim), ale także oznacza bladość twarzy.

## Opis
Według Konjaku-gazu-zoku-hyakki, duch ten ma postać kobiety z bardzo rozrośniętymi brwiami i czarnymi zębami. Można ją spotkać w starych, zrujnowanych pałacach. Nieustannie robi sobie makijaż czekając na czyjeś odwiedziny.
Pierwotnie słowo ao-nyōbō oznaczało młodą kobietę służącą osobie szlachetnie urodzonej lub też niedoświadczoną kobietę.
W Hyakki Yagyō Emaki przedstawiona została jako kobieta z przekrwionymi oczyma, trzymająca wachlarz. Słowu "ao-nyōbō" zostało nadane znaczenie kobiety z osłabionymi siłami witalnymi z powodu przepracowania.
Istnieje teoria przypisująca jej archaiczną nazwę aochi-binbō (jap. 煽ち貧乏), gdzie słowo aochi (jap. 煽ち) jest archaizmem oznaczającym "wachlowanie wachlarzem", a binbō (jap. 貧乏) słowem oznaczającym nędzę, ubóstwo, biedę. Zgodnie z tą teorią porównywana jest do bóstw nędzy (binbō-gami).
Czernienie zębów przez kobiety japońskie (arystokratki) w dawnych wiekach było zabiegiem kosmetycznym, mającym na celu ukrycie tej widocznej części szkieletu, jak wówczas sądzono.